# أن تقرأ لوليتا في طهران
أن تقرأ لوليتا في طهران هي رواية إيرانية من تأليف الكاتبة والبروفيسورة آذار نفيسي الإيرانية. نشر هذا الكتاب في عام 2003 واحتل قائمة ألف الكتب مبيعا للنيويورك تايمز لمدة أكثر من مائة أسبوع، وترجم إلى 32 لغة. وتحكي الكاتبة التي عادت إلى إيران تجربتها أثناء الثورة الإيرانية في الفترة الزمنية 1978/1981وكانت الكاتبة قد غادرت إيران عام 1997.

## فحوى الكتاب
الكتاب هو مذكرات لتجربة نافيسي حول عودتها إلى إيران خلال الثورة (1978-1981) وعيشها تحت حكم الجمهورية الإسلامية الإيرانية حتى مغادرتها عام 1997. يروي الكتاب تفاصيل تدريسها في جامعة طهران بعد عام 1979، ورفضها الامتثال لقرار ارتداء الحجاب، وما ترتب على ذلك من فصلها من الجامعة، إضافةً إلى الحياة خلال الحرب الإيرانية-العراقية، وعودتها إلى التدريس في جامعة العلامة الطباطبائي (1981)، ثم استقالتها (1987)، وتأسيسها لنادي الكتاب (1995-1997)، وقرارها بالهجرة. تتشابك هذه الأحداث مع قصص أعضاء نادي الكتاب، وهنّ سبع من طالباتها، كنّ يجتمعن أسبوعيًا في منزل نفيسي لمناقشة أعمال الأدب الغربي، بما في ذلك الرواية المثيرة للجدل لوليتا، حيث تتم قراءة النصوص وتفسيرها من خلال الكتب التي يدرسنها.

## البنية
ينقسم الكتاب إلى أربعة أقسام: "لوليتا"، "غاتسبي"، "جيمس"، و"أوستن".
"لوليتا" يتناول استقالة نافيسي من جامعة العلامة الطباطبائي وبدء فصلها الخاص في الأدب مع الطالبات مهشيد، ياسي، ميترا، نسرين، آزين، سناز، ومَنّا. لا يقتصر نقاشهن على لوليتا، بل يشمل ألف ليلة وليلة ودعوة إلى الإعدام. تتمحور المواضيع الرئيسية حول القمع والسجانين، حيث يحاول الحراس الثوريون فرض سلطتهم من خلال أحداث معينة، مثل إجازة تحولت إلى كارثة وهروب أحد السجناء.
"غاتسبي" تدور أحداثه قبل "لوليتا" بنحو أحد عشر عامًا، مع بداية الثورة الإيرانية. يتعرف القارئ على كيف تحطمت أحلام بعض الإيرانيين، بما في ذلك الكاتبة نفسها، بسبب فرض الحكومة لقواعد جديدة. أحد طلاب نافيسي، السيد نيازي، يقيم محاكمة للرواية، مدعيًا أنها تروج للزنا. زمنيًا، يعد هذا القسم الأول في قصة نافيسي. تتم مناقشة غاتسبي العظيم وأعمال مايك غولد في هذا الجزء، كما يلتقي القارئ بشخصية نسرين.
نافيسي تشير إلى أن فصل "غاتسبي" يتناول الحلم الأمريكي، والحلم الإيراني بالثورة، وكيف تحطم بالنسبة لها. أما فصل "جيمس" فهو عن اللايقين، وكيف أن العقليات الشمولية تكره اللايقين. بينما يركز فصل "أوستن" على اختيار النساء، حيث تقف امرأة في قلب الرواية قائلة "لا" لسلطة والديها والمجتمع، وتختار حياة الفقر المدقع لتتمكن من اتخاذ قراراتها بنفسها.
"جيمس" يقع بعد "غاتسبي"، مع بداية الحرب الإيرانية-العراقية، حيث يتم طرد نافيسي من جامعة طهران مع عدد من الأساتذة الآخرين. يصبح الحجاب إجباريًا، وتذكر نافيسي أن الحكومة تسعى للسيطرة على الأساتذة ذوي الفكر الليبرالي. في هذا الفصل، تلتقي برجل تطلق عليه لقب "الساحر"، وهو على ما يبدو أكاديمي أدبي اعتزل الحياة العامة بعد الثورة. تتم مناقشة ديزي ميلر وواشنطن سكوير كأهم النصوص. تعود شخصية نسرين إلى الظهور بعد قضائها عدة سنوات في السجن.
"أوستن" يأتي بعد "لوليتا"، حيث تخطط نافيسي لمغادرة إيران وتناقش الفتيات قضايا الزواج والرجال والجنس. الذاكرة الوحيدة الحقيقية (باستثناء الخلفية التاريخية) هي كيفية لعب الفتيات ونافيسي بفكرة إنشاء مجتمع "عزيزتي جين". بينما تتعامل آزين مع زوجها المسيء وتخطط نسرين للذهاب إلى إنجلترا، يذكّرها ساحر نافيسي بألا تلقي اللوم على جميع مشاكلها على الجمهورية الإسلامية. فخر وتحامل، رغم أنه النص الرئيسي، يُستخدم بشكل أكبر لتعزيز المواضيع حول العمى والتعاطف.
على مدار الكتاب، تتناول نافيسي سؤال "ما هو البطل والشرير في الأدب؟". يدرس كل قسم مستقل من الكتاب مفاهيم البطولة والشر من خلال ربط شخصيات من كتب مثل دعوة إلى الإعدام وغاتسبي العظيم بشخصيات أخرى. الأساس في تعريفها للبطولة والشر هو الاتصال بين الشخصيات التي "تعمى عن مشاكل الآخرين" مثل هامبرت هامبرت في لوليتا، وبين الشخصيات القادرة على التعاطف. يتم ربط هذا الموضوع مع مواضيع القمع والعمى.

## العنوان
العنوان يشير إلى رواية فلاديمير نابوكوف لوليتا، التي تسرد قصة رجل في منتصف العمر يقيم علاقة مع فتاة في الثانية عشرة من عمرها. تستخدم نفيسي لوليتا كرمزية للحياة تحت ظل الجمهورية الإسلامية الإيرانية. رغم أن الكتاب يوضح أن هذه الرمزية ليست بالضرورة تفسيرًا حرفيًا (ص. 35)، إلا أن نفيسي ترغب في رسم تشابه بين "الضحية والسجان" (ص. 37). تشير الكاتبة إلى أنه، مثل الشخصية الرئيسية في لوليتا، تفرض الحكومة الإسلامية الجديدة في إيران "حلمها على واقعنا، وتحولنا إلى مجرد خيالات من صنع خيالها". في الحالتين، يرتكب البطل "جريمة تحوير حياة شخص آخر لتناسب رؤيته الخاصة".

## موضوع الكتاب
أن يُخلق الإنسان في مكان ما، وزمان ما، فهذا قدره، إما أن يستسلم أو يرفض فهذا خياره، فدائماً ينبثق من بين الظلمة نور، نور أولئك المثقفين الذين حملوا راية الحرية، فكانوا نبراساً يهتدي به الناس وشعلة نور تضيء درب المظلومين، هكذا كانت الكاتبة والأديبة الإيرانية «آذر نفيس»، في عملها الرائع الذي خطته على شكل سيرة ذاتية تحت عنوان «أن تقرأ لوليتا في طهران»، كان دافعها لذلك العمل أنها عاشت في ظل ثقافة لا تقيم أي وزن للإبداع أو التميز فكانت ناقدة لاذعة لحكم الملالي، وتلك الأنظمة الشمولية، التي أصبح الرقيب فيها نداً ينافس الشعراء والأدباء في إعادة تشكيل الواقع ليبتكر نموذجاً لإنسان مزيف خاضع من صنع خياله تقول: «فهذا بلد يؤول كل إيماءة تأويلاً سياسياً أياً ما كانت تلك الإيماءة خاصة أو شخصية. فهم يجدون بأن ألوان إيشارب رأسي، وربطة عنق أبي تمثل رموزاً للانحلال الغربي وللنزعة الإمبريالية».
بعد استقالتها من الجامعة أطلقت العنان لنفسها لتُعبر هي ومجموعة من الطالبات عما في داخلهن من رفض واستكانة، فاختارت سبعة منهن لتخوض معهن نقاشات في الأدب، لأن الأدب برأيها من مهمته كشف الحقيقة، ففكرت بانتقاء عمل أدبي يعكس واقعها في الجمهورية الإسلامية الإيرانية تقول: "فإن هذا العمل لن يكون بأي حال: "ربيع الآنسة جين برودي" ولا حتى: "1984"، بل ربما يكون: "دعوة لضرب العنق" لـ «نابوكوف».. أو.. إنني ربما أجد أقرب الأعمال حتى الآن هو "لوليتا".
تقول: «لقد أنشئنا صفنا الخاص، في محاولة للهرب من تفرّس عيني رقيب أعمى، في غرفة المعيشة تلك، استطعنا أن نكتشف من جديد بأننا أيضاً بشر يمكن أن نحيا ونتنفس. وبغض النظر عن ما آلت إليه الدولة من قمع، وأياً ما كانت وسائلهم لترهيبنا وإرعابنا، فقد كنا مثل لوليتا نحاول أن ننأى بأنفسنا بحثاً عن جيوب صغيرة للحرية».
لقد كان مثالها الأعلى وأحد المعايير في اختيارها للكتابة هو إيمانها بالطاقة الهائلة بل وربما السحرية للأدب، فكانت دائماً تذكر طالباتها بـ «نابوكوف» الذي كان في التاسعة عشرة من عمره حينما قامت الثورة الروسية، وكيف أنه لم يكن يسمح لنفسه بأن يتأثر بأصوات الرصاص. فواصل كتابة قصائده الصوفية بينما كانت أصوات البنادق تتناءى لمسامعه، ويتراءى له المحاربون الدمويون عبر الشباك. تقول: «فدعونا نجرب بعد سبعين عاماً من ذلك الحدث، ما إذا كان إيماننا الحقيقي بالأدب جدير بأن يجعلنا نعيد صياغة هذا الواقع المظلم الذي خلقته لنا ثورة أخرى».
هذا الكتاب هو سيرة ذاتية وتجربة شخصية فريدة لامرأة مثقفة وواعية أبت أن تستكين، فسخّرت قلمها لكشف الزيف الذي تعيشه تلك المجتمعات الخاضعة للأنظمة الشمولية التي تحكم قبضتها على مواطنيها وتشدهم من نياط قلوبهم لتحتفظ بهم كرهائن، ولكن يجب أن لا يغيب عن الذهن أن رفضها للأنظمة شيء، وحبها لوطنها وأهلها وأصدقائها شيء آخر على الرغم من ابتعادها عنهم في بلاد الغرب فقد ظل الحنين يشدّها إليهم تقول: «فقد ظل غيابهم حاضراً فينا مثل ألم مبرح يوخزُ المشاعر دون أن يكون له من سبب عضوي. وهذا هو ما تعنيه لي طهرانُ تماماً: فغيابها يبدو أكثر حقيقية وعمقاً من حضورها».

## الكتب المقتبس عنها
في الصفحات الأخيرة من الكتاب، توجد قائمة بالكتب التي تم مناقشتها طوال الكتاب. وهي مرتبة أبجديًا حسب اسم المؤلف:
ألف ليلة وليلة لشهرزاد
استدعاء إلى ممفيس لبيتر تايلور
التيتي والنص لماريو فارغاس يوسا
مذكرات بغداد لنوهى الراضي
القاتل الأعمى لمارغريت آتوود
بلد الأشجار المدببة لسارة أورني جوويت
دعوة إلى الإعدام ولوليتا وبنين لفلاديمير نابوكوف
ديسمبر العميد والمزيد يموتون من الحزن لسول بيلو
السفراء وديزي ميلر وواشنطن سكوير لهنري جيمس
شاميلا وتوم جونز لهنري فيلدينغ
يوميات آن فرانك لآن فرانك
مرتفعات وذرينغ لإميلي برونتي
العنوان غير معروف لكاثرين كريسمان تايلور
مغامرات أليس في بلاد العجائب لويس كارول
المهاجرون لوي. جي. سيبالد
العزلة مع نية وأفضل سنين الآنسة جان برويدي لموريل سبارك
رجال اللغة لديان رافيتش
الأربعة رباعيات لت. س. إليوت
يوميات الحجر لكارول شيلدز
مدام بوفاري لجستاف فلوبير
مغامرات هكلبيري فين لمرك توين
مهندس الأرواح البشرية لجوزيف سكفوريكي
عمي نابوليون لإيراج بيزشكزاد
مغامرات هكلبيري فين لمارك توين
عندما كنا كبارًا وسانت مابي لآن تايلر
اللغة الشرطة لديان رافيتش
الرجل الواثق لهيرمان ميلفيل
الأعمى البصري لجوزيف كونراد
رجل الثقة لهيرمان ميلفيل
القتل في المستعمرة والمحاكمة لفرانتز كافكا
غتسبي العظيم ل. ف. سكوت فيتزجيرالد
التيتي والنص لماريو فارغاس يوسا